# Кральо Костов
Кральо Костов е деец на добруджанското освободително движение в годините на румънското управление в началото на ХХ век.

## Биография
Роден през 1860 година в с. Башкьой, Тулчанско. Живял и отраснал в родното си село. През 1916 г. по време на българското управление е кмет на с. Башкьой. Пламенен патриот по време на неговото кметуване с помощта на българските власти се изгражда българско училище където за пръв път малките деца се обучават на български език с учителите Х. Киряков и Вълнаров. Тримата заедно създават добруджански народен хор от младежи и девойки от селото и през пролетта на 1918 г. започват турне из България посещавайки Бабадаг, Кюстенджа, Добрич, Варна, Разград, Шумен и Търново. Концертите, които организират са в полза на фонда за подпомагане сираците на загиналите войници от 3 армия и на народо-спомагателния фонд „Добруджа“. След края на войната 1918 г. и повторното окупиране на Добруджа от румънските войски Кральо Костов създава добре въоръжена чета от 60 българи, която се бори срещу румънските разбойнически банди и дълго време не допуска румънската администрация в селото. В началото на 1919 година заедно с десетки хиляди българи е принуден да емигрира с поредната бежанска вълна в България. Активно участва в организирания съвместно от Добруджанската организация и Централен Добруджански Народен Съвет /ЦДНС/, Велик Добруджански събор в София на 19 – 25 ноември 1919 г., който има за цел свободна и независима Добруджа. През 1920 година се установява във Варна за да бъде по-близо до семейството си и Добруджа, където активно се включва в борбата на добруджанските организации срещу румънското управление. Умира на 3 май 1921 г. във Варна.
- Известие за смъртта на Кральо Костов публикувано във вестник „Добруджанско знаме“ 20 май 1921 г. бр.53, стр.2
- Погребението на Кральо Костов във Варна на 4 май 1921 година. На снимката дейци на добруджанското движение.
- Добруджанския фолклорен хор от с.Башкьой по време на турнето си в гр. Велико Търново през март 1918 година, сниман заедно с жители на града. Кральо Костов е в центъра клекнал между втория и третия ред.